# 園部逸夫
園部 逸夫（そのべ いつお、1929年（昭和4年）4月1日 - 2024年9月13日）は、日本の法学者。位階は正三位。専門は行政法。学位は、法学博士（京都大学・1967年）（学位論文『行政手続の法理』）。筑波大学社会科学系教授、成蹊大学法学部教授、最高裁判所判事、東京地方裁判所部総括判事などを歴任。立命館大学客員教授、外務省参与（監察査察担当）。弁護士。

## 人物

### 来歴

#### 生誕～学生時代
日本統治時代の朝鮮生まれ。祖父の代から裁判官書記として朝鮮に渡った。本籍は岐阜県本巣市。名の由来は父がドイツ留学中に留守宅で生まれたことから。1936年（昭和11年）、行政法学者の父園部敏が、京城法学専門学校を経て台北帝国大学教授に就き台北に転居。旧制台北一中、旧制台北高校を経て、終戦後内地に引揚げる。その後、金沢の旧制第四高等学校を経て、京都大学法学部卒業。
台北高校入学直前の1945年（昭和20年）3月20日、警備召集により二等兵として帝国陸軍第10方面軍に入隊。同年5月31日の台北大空襲を受けるも、目立った上陸戦を経験しないまま終戦により除隊。この警備召集については後年、「17歳未満の召集には本人の志願の手続きが必要だったが、その覚えがない。（中略）どうしても気になって、裁判官になってから「警備召集」の法的根拠を調べたが、結局はっきりしませんでした。」と述べている。

#### 法学研究者
専門は父と同じく行政法。指導教官は須貝脩一。京都大学法学部卒業後、1954年（昭和29年）同学部助手、1956年（昭和31年）同助教授に昇任。1959年（昭和34年）よりコロンビア大学法科大学院に留学、帰国後の1967年（昭和42年）、学位論文『行政手続の法理』で、法学博士（京都大学）。

#### 判事
1970年（昭和45年）、東京地方裁判所判事に任官。司法試験および司法修習を経ずに任官した数少ない裁判官の一人。
1975年（昭和50年）には東京高等裁判所判事、次いで前橋地方裁判所判事に就任。1978年（昭和53年）に最高裁判所裁判所調査官。1981年（昭和56年）に最高裁判所上席調査官（行政）を経て、1983年（昭和58年）からは東京地方裁判所部総括判事を務めた。

#### 大学教授
1985年（昭和60年）、筑波大学社会科学系教授に転じ、翌年には同大学第一学群長に就任。1987年（昭和62年）、成蹊大学法学部教授に就任。

#### 最高裁判所判事
1989年（平成元年）9月21日に最高裁判所判事に就任。元号が平成になって初めて就任した最高裁判事であり、また昭和生まれで初の最高裁判事でもあった。1990年（平成2年）2月18日の最高裁判所裁判官国民審査において、罷免を可とする票6,882,349票、罷免を可とする率11.48%で信任された。
1999年（平成11年）3月31日に定年退官した。

#### 退官後
最高裁判所判事を定年退官した1999年（平成11年）4月に弁護士登録、同年6月、住友商事株式会社監査役に就任した。さらに、2001年（平成13年）9月には外務省参与（監察査察担当）に就任した。2009年（平成21年）からは、虎ノ門法律経済事務所客員弁護士も務める。2014年（平成26年）7月1日より弁護士法人名古屋総合法律事務所顧問に就任。
2004年（平成16年）12月、小泉内閣における皇室典範に関する有識者会議座長代理に就任、翌年11月に皇室典範の女系・女帝容認の報告書を作成した。2012年（平成24年）1月、民主党・野田政権下の「『女性宮家』検討担当内閣官房参与」に就任。
女性天皇、女系天皇容認の有識者会議の報告書をまとめた同氏だが、晩年の2019年には「本来なら愛子天皇にするのが望ましい」とし前置きしながらも「いま女性天皇の議論を持ち出すのは現実的ではない。愛子天皇にするのは難しい」とし、また女性天皇を実現する場合にはその伴侶が問題になってくるだろうことに言及していた。
2024年9月13日、死去した。95歳没。死没日付をもって正三位に叙された。

### その他の役職
- 公益財団法人痛風財団理事
- 財団法人台湾協会会長
- 公益財団法人千賀法曹育英会副理事長
- 日本寮歌振興会会長[9]

### 栄典
2001年（平成13年）11月、勲一等瑞宝章受章。

## 外国人地方参政権裁判と「傍論」問題に関して

### 平成7年最高裁判決の判決理由の第二段落部分・「傍論」
最高裁判所の裁判官として所属していた第三小法廷は、原告の上告を棄却した1995年（平成7年）2月28日の判決における判決理由の中で、外国人の地方参政権についての憲法判断を示した。（判決全文は外国人地方参政権裁判#判決全文を参照）
この判決理由の内、特に「憲法は法律をもって居住する区域の地方公共団体と特段に緊密な関係を持つに至った定住外国人に対し地方参政権を付与することを禁止していない」という第二段落の部分を、外国人参政権付与運動および参政権付与賛成派は、「最高裁判決の傍論」として、付与根拠としてきた(日本における外国人参政権参照)。この部分は、部分的許容説を適用したといわれる（詳細は長尾一紘#外国人参政権における部分的許容説を参照）。
判例は、「先例」としての重み付けがなされ、それ以後の判決に拘束力を持ち、影響を及ぼすが、傍論はそのような拘束力を持たない。
ただし、園部は、この第二段落部分がこれまで一般に「傍論」とされてきたことについて、判決判断を行う上での理由を説明したものにすぎず、「傍論」でさえもないと発言している。

### 2001年の論文
2001年に園部は、論文で以下のように語った。
※数字は段落数を表す。
「巷間、(1) が先例法理 (stare decisis) で、(2) が傍論 (obiter dictum) と理解したり、逆に (2) を重視する向きもあるようであるが、正確には (3) が先例法理であって、(1) と (2) は本判決の先例法理を導くための理由付けにすぎない。判例は、これを利益に援用する者や批判する者の解釈によって、その理論と射程が不正確に紹介されることがあるので注意しなければならない。
なお、ついでながら、日本の裁判所の判決では、判決要旨とそれ以外の部分に分けて構成したり理解することはあるが、先例法理と傍論という分け方はしない。最高裁判所の判決では、私の経験では、傍論的意見は裁判官の個別意見か調査官解説に譲るのが原則である。」 （2001年の (1) (2) (3) は、2007年の第一第二第三と同義なので参照。）
つまり、判決理由の一部を「傍論」として取り出し、判決（判決では「外国人に参政権は認められない」とされた）を無視して取り沙汰することを批判している。ただし、この第二段落部分を「傍論」として論じる法学論文は多数あり、また、2010年3月5日には（弁護士資格を有する）枝野幸男内閣府特命担当大臣（鳩山由紀夫政権の「法令解釈」担当も併任）は、「傍論といえども最高裁の見解」と発言している。
他に「裁判の紹介・研究には、調査官の解説とコメントを必ず参照しなければならない」とし、その理由を「最高裁判所の判例と解説は一体不可分の関係にある。補足意見を付けるまでには至らないが、評議で話題になり、協議されたことを後々の参考のために調査官の解説に譲っていることがよくある」ためとしている。

### 2007年の論文
2007年の論文において園部は次のように論じる。
まず、判決は3つに分かれている。
- 第一は、憲法93条は在留外国人に選挙権を保障したものではない。
- 第二は、在留外国人の永住者であって、その居住する区域の地方公共団体と特段に緊密な関係を持つに至った者に対して、選挙権を付与する措置を講ずることは憲法上禁止されていないが、それは国の立法政策にかかわる事柄、措置を講じないからといって違憲の問題は生じない。
- 第三は、選挙権を日本国民たる住民に限るものとした地方自治法11条、18条、公職選挙法9条2項の規定は違憲ではない。

このうち、第三の部分が判例であり、第一と第二は判例の先例法理を導くための理由付けに過ぎないとした上で、
「第一、第二とも裁判官全員一致の理由であるが、先例法理ではない。第一を先例法理としたり第二を傍論又は少数意見としたり、あるいは第二を重視したりするのは、主観的な批評に過ぎず、判例の評価という点では、法の世界から離れた俗論である」とした。

### 新聞での発言

#### 1999年の朝日新聞
1999年、朝日新聞のインタビュー記事において、園部は次のように発言した。
「傍論」とされる判決理由(2)を付した動機は、「日本がかつて植民地支配し、差別してきた人たちが、今なお差別されている状況がある」として、日本の軍人・軍属として戦地で死傷した台湾住民とその遺族が、国に1人あたり500万円の補償を求めた裁判の判決を参照したと語った。
その台湾遺族の補償請求裁判判決においては、「日本国籍を持たないことを理由に原告が救援法や恩給法の補償を受けられなくても、法の下の平等を保障した憲法に違反しないし、どのような措置を講ずるかは立法政策の問題である」と記されたことについて「結論には賛成であったが、自らの体験から身につまされるもの」があったとした。
それゆえ、平成7年の最高裁判決において、「国籍条項適用の結果生じている状態が法の下の平等の原則に反する差別となっていることは、率直に認めなければならない」「根本的な解決については、国政関与者の一層の努力に待つほかない」と書かざるをえなかった」とした。
また、「こうした思い」が参政権裁判判決でも反映され、いわゆる「傍論」とされる「地方公共団体の長や議員の選挙で、定住外国人に選挙権を与えることは憲法上禁止されていない」という判断をした、と語り、さらに、「在日の人たちの中には、戦争中に強制連行され、帰りたくても祖国に帰れない人が大勢いる。「帰化すればいい」という人もいるが、無理やり日本に連れてこられた人たちには厳しい言葉である。国会でも在日の人たちに地方参政権を与えたらどうかという意見が出ているが、ようやくこの問題をゆっくり認識する時間が出てきたという気がしている」と動機を説明した。さらに、
「裁判所としては、すでに政府間の取決めで決まった補償の問題を覆すところまで積極的な政策決定はできないという限界がある。しかし、傍論で政府や立法による機敏な対応への期待を述べることはできる」とも語った。

#### 2010年『産経新聞』
2010年2月19日の産経新聞において、園部は次のように述べた。
- 傍論と言われる判決理由(2)の判断について

「韓国人でも祖国を離れて日本人と一緒に生活し、言葉も覚え税金も納めている。ある特定の地域と非常に密接な関係のある永住者には、非常に制限的に選挙権を与えても悪くはない。地方自治の本旨から見てまったく憲法違反だとは言い切れないとの判断だ。」
「韓国や朝鮮から強制連行してきた人たちの恨み辛みが非常にきつい時代ではあった。なだめる意味があった。日本の最高裁は韓国のことを全く考えていないのか、といわれても困る。そこは政治的配慮があった。」と語った。この点について、枝野幸男行政刷新担当相からは「最高裁判事は法と事実と良心に基づいて判決をしているのであって、政治的配慮に基づいて判決したのは最高裁判事としてあるまじき行為だ」と批判された。
ほかにも次のように語っている。
「はっきりと在日韓国人とは書かなかったが、最高裁判決でそんなこというわけにいかないからだ」「非常に限られた、歴史的に人間の怨念のこもった部分、そこに光を当てなさいよ、ということを判決理由で言った。たとえそうでも、別の地域に移住してそこで選挙権を与えるかというと、それはとんでもない話だ。そこは本当に制限的にしておかなければならない。」「憲法の地方自治の本旨に従って、特定地域と非常に密接な関係のある永住者に、非常に制限的に選挙権を与えることが望ましいと判断した」
- （いわゆる「傍論」部分について）

「確かに本筋の意見ではないですよね。つけなくても良かったかもしれません。そういう意味で、中心的なあれ（判決理由）ではないけども、一応ついてると。それを傍論というか言わないかは別として、(1)と(3)があればいいわけだと、(2)なんかなくてもいいんだと、でも、(2)をつけようとしたのには、みんながそれなりの思いがあったんだと思いますね。みんなで。」
- 将来における判決の見直しについて

「最高裁大法廷で判決を見直すこともできる。それは時代が変わってきているからだ。判決が金科玉条で一切動かせないとは私たちは考えてない。その時その時の最高裁が、日本国民の風潮を十分考えて、見直すことはできる。」
- 民主党の法案について

（この判決・判例を根拠に特別永住者のみならず一般永住者をも地方参政権付与の対象とすることについて）
「ありえない」「移住して10年、20年住んだからといって即、選挙権を与えるということはまったく考えてなかった。判決とは怖いもので、独り歩きではないが勝手に人に動かされる。」「選挙権を即、与えることは全然考えていなかった」
「この傍論を将来、この政治的状況から、永住外国人に選挙権を認めなければいけないようなことになったとしても、非常に限られた、歴史的状況のもとで認めなきゃだめですよ。どかーっと開いたら終わりです」
（議員立法でなく政府が提出することについて）
「賛成できない。これは国策であり、外交問題であり、国際問題でもある。」と述べた。

## 主な著作
- 『行政手続の法理』有斐閣、1969年
- 『現代行政法の展望』日本評論社、1969年
- 桑原昌宏共著『公務員労使関係法の展開　アメリカとカナダの現状』有信堂、1973年
- 『現代行政と行政訴訟』行政争訟研究双書 弘文堂、1987年
- 『裁判行政法講話』日本評論社、1988年
- 『オンブズマン法』行政法研究双書 弘文堂、1989年、増補版1992年。新版・枝根茂共著、1997年
- 須貝脩一共著『日本の行政法』ぎょうせい、1999年
- 山下薫・前田雅英共著『21世紀の司法界に告ぐ！　司法の近未来』ぎょうせい、2000年
- 『最高裁判所十年　私の見たこと考えたこと』有斐閣、2001年
- 『皇室法概論　皇室制度の法理と運用』第一法規出版、2002年、新装復刊2016年
- 『皇室制度を考える』中央公論新社、2007年
- 『皇室法入門』筑摩書房「ちくま新書」、2020年。電子書籍も刊

記念論集
- 『憲法裁判と行政訴訟　園部逸夫先生古稀記念』佐藤幸治・清永敬次編、有斐閣、1999年